# Campeonato Mundial de Atletismo de 2015
El XV Campeonato Mundial de Atletismo se celebró en Pekín (China) entre el 22 y el 30 de agosto de 2015 bajo la organización de la Asociación Internacional de Federaciones de Atletismo (IAAF) y la Federación China de Atletismo.
Las competiciones se realizaron en el Estadio Nacional de Pekín, sede principal de los XXIX Juegos Olímpicos de Verano y de los XXIV Juegos Olímpicos de Invierno, que para este evento contó con una pista de tartán nueva.
Las pruebas de maratón se disputaron en un trayecto que atravesó lugares emblemáticos de la ciudad, entre ellos el Templo del Cielo, la Ciudad Prohibida, Qianmen y varias universidades de renombre, con inicio en el centro de la ciudad y meta en el interior del estadio. En tanto, las pruebas de marcha se desarrollaron en un circuito de 2 km, con la salida y meta en el estadio.

## Elección

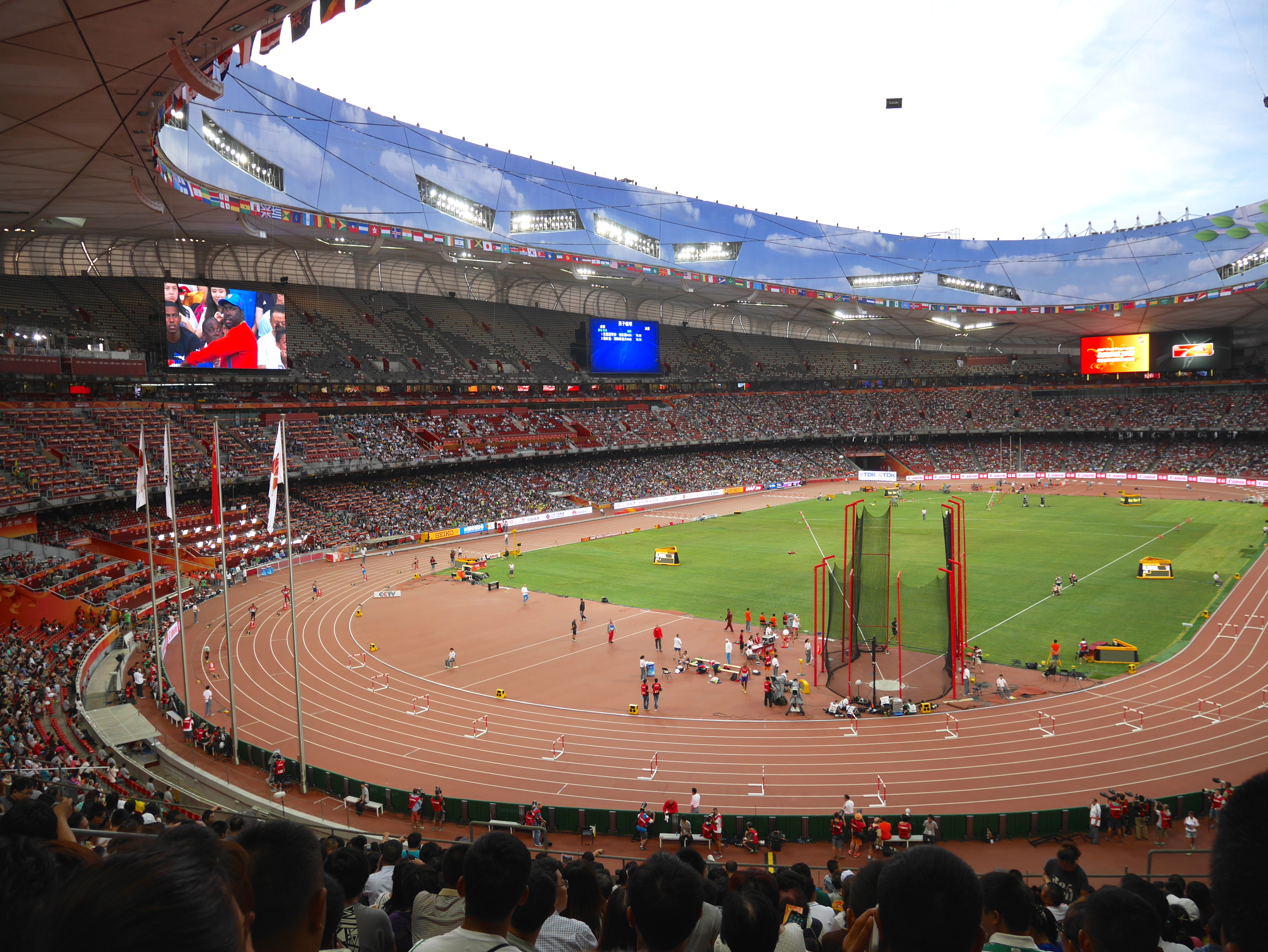
Estadio Nacional de Pekín durante una jornada del mundial

El 15 de marzo de 2010 la IAAF anunció las tres ciudades candidatas para acoger el evento: Pekín, Londres y Chorzów. Londres retiró posteriormente su candidatura debido a problemas sobre el futuro del Estadio Olímpico.
La IAAF anunció a Pekín como sede del Mundial en la reunión del Consejo de la IAAF realizada en Montecarlo el 20 de noviembre de 2010. Pekín fue la cuarta ciudad asiática en celebrar este campeonato tras Tokio 1991, Osaka 2007 y Daegu 2011.

## Imagen y promoción
La mascota del evento es una golondrina que lleva por nombre «Yaner». Su origen se encuentra en una reconocida canción infantil llamada La pequeña golondrina. Fue diseñada por el académico Lin Cunzhen junto a su estudiante Ding Ming, e integra tres elementos básicos: la misma golondrina que simboliza el dinamismo del atleta, la forma de una cometa tradicional china y la representación de una máscara de la ópera de Pekín.
El comité organizador designó a siete atletas locales como embajadores del campeonato mundial: Liu Xiang, Gong Lijiao, Chen Ding, Wang Yu, Zhang Peimeng, Li Jinzhe y Liu Hong.

## Países participantes
En el campeonato participaron un total de 1936 atletas (1043 hombres y 893 mujeres) provenientes de 207 federaciones nacionales, de acuerdo a la Asociación Internacional de Federaciones de Atletismo (IAAF).

## Calendario
| E | Eliminatorias | C | Clasificaciones | ½ | Semifinales | F | Final |

| Fecha →           | Sa 22 | Sa 22 | Do 23 | Do 23 | Do 23 | Lu 24 | Lu 24 | Ma 25 | Ma 25 | Mi 26 | Mi 26 | Ju 27 | Ju 27 | Vi 28 | Vi 28 | Sa 29 | Sa 29 | Do 30 | Do 30 |
| ----------------- | ----- | ----- | ----- | ----- | ----- | ----- | ----- | ----- | ----- | ----- | ----- | ----- | ----- | ----- | ----- | ----- | ----- | ----- | ----- |
| Prueba ↓          | M     | T     | M     | T     | T     | M     | T     | M     | T     | M     | T     | M     | T     | M     | T     | M     | T     | M     | T     |
| 100 m             | C     | E     |       | ½     | F     |       |       |       |       |       |       |       |       |       |       |       |       |       |       |
| 200 m             |       |       |       |       |       |       |       |       | E     |       | ½     |       | F     |       |       |       |       |       |       |
| 400 m             |       |       | E     |       |       |       | ½     |       |       |       | F     |       |       |       |       |       |       |       |       |
| 800 m             | E     |       |       | ½     | ½     |       |       |       | F     |       |       |       |       |       |       |       |       |       |       |
| 1500 m            |       |       |       |       |       |       |       |       |       |       |       | E     |       |       | ½     |       |       |       | F     |
| 5000 m            |       |       |       |       |       |       |       |       |       | E     |       |       |       |       |       |       | F     |       |       |
| 10 000 m          |       | F     |       |       |       |       |       |       |       |       |       |       |       |       |       |       |       |       |       |
| Maratón           | F     |       |       |       |       |       |       |       |       |       |       |       |       |       |       |       |       |       |       |
| 110 m vallas      |       |       |       |       |       |       |       |       |       | E     |       |       | ½     |       | F     |       |       |       |       |
| 400 m vallas      |       | E     |       | ½     | ½     |       |       |       | F     |       |       |       |       |       |       |       |       |       |       |
| 3000 m obst.      | E     |       |       |       |       |       | F     |       |       |       |       |       |       |       |       |       |       |       |       |
| 4 × 100 m         |       |       |       |       |       |       |       |       |       |       |       |       |       |       |       | E     | F     |       |       |
| 4 × 400 m         |       |       |       |       |       |       |       |       |       |       |       |       |       |       |       | E     |       |       | F     |
| 20 km marcha      |       |       | F     |       |       |       |       |       |       |       |       |       |       |       |       |       |       |       |       |
| 50 km marcha      |       |       |       |       |       |       |       |       |       |       |       |       |       |       |       | F     |       |       |       |
| Salto longitud    |       |       |       |       |       | C     |       |       | F     |       |       |       |       |       |       |       |       |       |       |
| Triple salto      |       |       |       |       |       |       |       |       |       | C     |       |       | F     |       |       |       |       |       |       |
| Salto altura      |       |       |       |       |       |       |       |       |       |       |       |       |       | C     |       |       |       |       | F     |
| Salto con pértiga |       | C     |       |       |       |       | F     |       |       |       |       |       |       |       |       |       |       |       |       |
| Peso              |       |       | C     | F     | F     |       |       |       |       |       |       |       |       |       |       |       |       |       |       |
| Disco             |       |       |       |       |       |       |       |       |       |       |       | C     |       |       |       |       | F     |       |       |
| Martillo          | C     |       |       | F     | F     |       |       |       |       |       |       |       |       |       |       |       |       |       |       |
| Jabalina          |       |       |       |       |       |       | C     |       |       |       | F     |       |       |       |       |       |       |       |       |
| Decatlón          |       |       |       |       |       |       |       |       |       |       |       |       |       | F     | F     | F     | F     |       |       |

| Fecha →           | Sa 22 | Sa 22 | Do 23 | Do 23 | Do 23 | Lu 24 | Lu 24 | Lu 24 | Ma 25 | Ma 25 | Mi 26 | Mi 26 | Ju 27 | Ju 27 | Vi 28 | Vi 28 | Vi 28 | Sa 29 | Sa 29 | Do 30 | Do 30 |
| ----------------- | ----- | ----- | ----- | ----- | ----- | ----- | ----- | ----- | ----- | ----- | ----- | ----- | ----- | ----- | ----- | ----- | ----- | ----- | ----- | ----- | ----- |
| Prueba ↓          | M     | T     | M     | M     | T     | M     | T     | T     | M     | T     | M     | T     | M     | T     | M     | T     | T     | M     | T     | M     | T     |
| 100 m             |       |       | C     | E     |       |       | ½     | F     |       |       |       |       |       |       |       |       |       |       |       |       |       |
| 200 m             |       |       |       |       |       |       |       |       |       |       |       | E     |       | ½     |       | F     | F     |       |       |       |       |
| 400 m             |       |       |       |       |       | E     |       |       |       | ½     |       |       |       | F     |       |       |       |       |       |       |       |
| 800 m             |       |       |       |       |       |       |       |       |       |       | E     |       |       | ½     |       |       |       |       | F     |       |       |
| 1500 m            | E     |       |       |       | ½     |       |       |       |       | F     |       |       |       |       |       |       |       |       |       |       |       |
| 5000 m            |       |       |       |       |       |       |       |       |       |       |       |       | E     |       |       |       |       |       |       | F     |       |
| 10 000 m          |       |       |       |       |       |       | F     | F     |       |       |       |       |       |       |       |       |       |       |       |       |       |
| Maratón           |       |       |       |       |       |       |       |       |       |       |       |       |       |       |       |       |       |       |       | F     |       |
| 100 m vallas      |       |       |       |       |       |       |       |       |       |       |       |       | V     |       |       | ½     | F     |       |       |       |       |
| 400 m vallas      |       |       | E     |       |       |       | ½     | ½     |       |       |       | F     |       |       |       |       |       |       |       |       |       |
| 3000 m obst.      |       |       |       |       |       | E     |       |       |       |       |       | F     |       |       |       |       |       |       |       |       |       |
| 4 × 100 m         |       |       |       |       |       |       |       |       |       |       |       |       |       |       |       |       |       | E     | F     |       |       |
| 4 × 400 m         |       |       |       |       |       |       |       |       |       |       |       |       |       |       |       |       |       | E     |       |       | F     |
| 20 km marcha      |       |       |       |       |       |       |       |       |       |       |       |       |       |       | F     |       |       |       |       |       |       |
|                   |       |       |       |       |       |       |       |       |       |       |       |       |       |       |       |       |       |       |       |       |       |
| Salto longitud    |       |       |       |       |       |       |       |       |       |       |       |       | C     |       |       | F     | F     |       |       |       |       |
| Triple salto      |       | C     |       |       |       |       | F     | F     |       |       |       |       |       |       |       |       |       |       |       |       |       |
| Salto altura      |       |       |       |       |       |       |       |       |       |       |       |       | C     |       |       |       |       |       | F     |       |       |
| Salto con pértiga |       |       |       |       |       | C     |       |       |       |       |       | F     |       |       |       |       |       |       |       |       |       |
| Peso              | C     | F     |       |       |       |       |       |       |       |       |       |       |       |       |       |       |       |       |       |       |       |
| Disco             |       |       |       |       |       | C     |       |       |       | F     |       |       |       |       |       |       |       |       |       |       |       |
| Martillo          |       |       |       |       |       |       |       |       |       |       | C     |       |       | F     |       |       |       |       |       |       |       |
| Jabalina          |       |       |       |       |       |       |       |       |       |       |       |       |       |       |       | C     | C     |       |       |       | F     |
| Heptatlón         | F     | F     | F     | F     | F     |       |       |       |       |       |       |       |       |       |       |       |       |       |       |       |       |

## Resultados

### Masculino
| Evento                    | Oro                                                                             | Plata                                                                           | Bronce                                                                                     |
| ------------------------- | ------------------------------------------------------------------------------- | ------------------------------------------------------------------------------- | ------------------------------------------------------------------------------------------ |
| 100 m (23.08)             | Usain Bolt Jamaica 9,79                                                         | Justin Gatlin Estados Unidos 9,80                                               | Trayvon Bromell · Estados Unidos · Andre De Grasse · Canadá · 9,92                         |
| 200 m (27.08)             | Usain Bolt Jamaica 19,55                                                        | Justin Gatlin Estados Unidos 19,74                                              | Anaso Jobodwana Sudáfrica 19,87                                                            |
| 400 m (26.08)             | Wayde van Niekerk Sudáfrica 43,48                                               | LaShawn Merritt Estados Unidos 43,65                                            | Kirani James Granada 43,78                                                                 |
| 800 m (25.08)             | David Rudisha Kenia 1:45,84                                                     | Adam Kszczot · Polonia · 1:46,08                                                | Amel Tuka Bosnia y Herzegovina 1:46,30                                                     |
| 1500 m (30.08)            | Asbel Kiprop Kenia 3:34,40                                                      | Elijah Motonei Manangoi Kenia 3:34,63                                           | Abdalaati Iguider Marruecos 3:34,67                                                        |
| 5000 m (29.08)            | Mohamed Farah Reino Unido 13:50,38                                              | Caleb Mwangangi Ndiku Kenia 13:51,75                                            | Hagos Gebrhiwet Etiopía 13:51,86                                                           |
| 10 000 m (22.08)          | Mohamed Farah Reino Unido 27:01,13                                              | Geoffrey Kipsang Kamworor Kenia 27:01,76                                        | Paul Kipngetich Tanui Kenia 27:02,83                                                       |
| 110 m vallas (28.08)      | Serguéi Shubenkov · Rusia · 12,98                                               | Hansle Parchment Jamaica 13,03                                                  | Aries Merritt Estados Unidos 13,04                                                         |
| 400 m vallas (25.08)      | Nicholas Bett Kenia 47,79                                                       | Denís Kudriávtsev · Rusia · 48,05                                               | Jeffery Gibson Bahamas 48,17                                                               |
| 3000 m obstáculos (24.08) | Ezekiel Kemboi Kenia 8:11,28                                                    | Conseslus Kipruto Kenia 8:12,38                                                 | Brimin Kiprop Kipruto Kenia 8:12,54                                                        |
| 20 km marcha (23.08)      | Miguel Ángel López · España · 1:19:14                                           | Wang Zheng China 1:19:29                                                        | Benjamin Thorne · Canadá · 1:19:57                                                         |
| 50 km marcha (29.08)      | Matej Tóth · Eslovaquia · 3:40:32                                               | Jared Tallent Australia 3:42:17                                                 | Takayuki Tanii Japón 3:42:55                                                               |
| Maratón (22.08)           | Ghirmay Ghebreslassie Eritrea 2:12:27                                           | Yemane Tsegay Etiopía 2:13:07                                                   | Munyo Solomon Mutai Uganda 2:13:29                                                         |
| Salto de altura (30.08)   | Derek Drouin · Canadá · 2,34 m                                                  | Bohdan Bondarenko · Ucrania · Zhang Guowei · China · 2,34 m                     | —                                                                                          |
| Salto con pértiga (24.08) | Shawnacy Barber · Canadá · 5,90                                                 | Raphael Holzdeppe · Alemania · 5,90                                             | Paweł Wojciechowski · Polonia · Renaud Lavillenie · Francia · Piotr Lisek · Polonia · 5,80 |
| Salto de longitud (25.08) | Gregory Rutherford Reino Unido 8,41                                             | Fabrice Lapierre Australia 8,24                                                 | Wang Jianan China 8,18                                                                     |
| Triple salto (27.08)      | Christian Taylor Estados Unidos 18,21                                           | Pedro Pichardo Peralta · Cuba · 17,73                                           | Nelson Évora Portugal 17,52                                                                |
| Peso (23.08)              | Joe Kovacs Estados Unidos 21,93                                                 | David Storl · Alemania · 21,74                                                  | O'Dayne Richards Jamaica 21,69                                                             |
| Disco (29.08)             | Piotr Małachowski · Polonia · 67,40                                             | Philip Milanov · Bélgica · 66,90                                                | Robert Urbanek · Polonia · 65,18                                                           |
| Martillo (23.08)          | Paweł Fajdek · Polonia · 80,88                                                  | Dilshod Nazarov Tayikistán 78,55                                                | Wojciech Nowicki · Polonia · 78,55                                                         |
| Jabalina (26.08)          | Julius Yego Kenia 92,72                                                         | Ihab El-Sayed · Egipto · 88,99                                                  | Tero Pitkämäki · Finlandia · 87,64                                                         |
| 4 × 100 m (29.08)         | Jamaica Nesta Carter Asafa Powell Nickel Ashmeade Usain Bolt 37,36              | China Mo Youxue Xie Zhenye Su Bingtian Zhang Peimeng 38,01                      | Canadá · Aaron Brown · Andre De Grasse · Brendon Rodney · Justyn Warner · 38,13            |
| 4 × 400 m (30.08)         | Estados Unidos David Verburg Tony McQuay Bryshon Nellum LaShawn Merritt 2:57,82 | Trinidad y Tobago Renny Quow Lalonde Gordon Deon Lendore Machel Cedenio 2:58,20 | Reino Unido Rabah Yousif Delano Williams Jarryd Dunn Martyn Rooney 2:58,51                 |
| Decatlón (29.08)          | Ashton Eaton Estados Unidos 9045 pts. RM                                        | Damian Warner · Canadá · 8695 pts.                                              | Rico Freimuth · Alemania · 8561 pts.                                                       |

### Femenino
| Evento                    | Oro                                                                                               | Plata                                                                                       | Bronce                                                                                   |
| ------------------------- | ------------------------------------------------------------------------------------------------- | ------------------------------------------------------------------------------------------- | ---------------------------------------------------------------------------------------- |
| 100 m (24.08)             | Shelly-Ann Fraser-Pryce Jamaica 10,76                                                             | Dafne Schippers · Países Bajos · 10,81                                                      | Tori Bowie Estados Unidos 10,86                                                          |
| 200 m (28.08)             | Dafne Schippers · Países Bajos · 21,63 RC                                                         | Elaine Thompson Jamaica 21,66                                                               | Veronica Campbell-Brown Jamaica 21,97                                                    |
| 400 m (27.08)             | Allyson Felix Estados Unidos 49,26                                                                | Shaunae Miller Bahamas 49,67                                                                | Shericka Jackson Jamaica 49,99                                                           |
| 800 m (29.08)             | Maryna Arzamasava · Bielorrusia · 1:58,03                                                         | Melissa Bishop · Canadá · 1:58,12                                                           | Eunice Jepkoech Sum Kenia 1:58,18                                                        |
| 1500 m (25.08)            | Genzebe Dibaba Etiopía 4:08,09                                                                    | Faith Chepngetich Kipyegon Kenia 4:08,96                                                    | Sifan Hassan · Países Bajos · 4:09,34                                                    |
| 5000 m (30.08)            | Almaz Ayana Etiopía 14:26,83 RC                                                                   | Senbere Teferi Etiopía 14:44,07                                                             | Genzebe Dibaba Etiopía 14:44,14                                                          |
| 10 000 m (24.08)          | Vivian Cheruiyot Kenia 31:41,31                                                                   | Gelete Burka Etiopía 31:41,77                                                               | Emily Infeld Estados Unidos 31:43,49                                                     |
| 100 m vallas (28.08)      | Danielle Williams Jamaica 12,57                                                                   | Cindy Roleder · Alemania · 12,59                                                            | Alina Talai · Bielorrusia · 12,66                                                        |
| 400 m vallas (26.08)      | Zuzana Hejnová · República Checa · 53,50                                                          | Shamier Little Estados Unidos 53,94                                                         | Cassandra Tate Estados Unidos 54,02                                                      |
| 3000 m obstáculos (26.08) | Hyvin Kiyeng Jepkemoi Kenia 9:19,11                                                               | Habiba Ghribi Túnez 9:19,24                                                                 | Gesa Felicitas Krause · Alemania · 9:19,25                                               |
| 20 km marcha (28.08)      | Hong Liu China 1:27:45                                                                            | Xiuzhi Lu China 1:27:45                                                                     | Liudmila Olianovska · Ucrania · 1:28:13                                                  |
| Maratón (30.08)           | Mare Dibaba Etiopía 2:27:35                                                                       | Helah Kiprop Kenia 2:27:36                                                                  | Eunice Kirwa Baréin 2:27:39                                                              |
| Salto de altura (29.08)   | Mariya Kúchina · Rusia · 2,01 m                                                                   | Blanka Vlašić · Croacia · 2,01 m                                                            | Anna Chícherova · Rusia · 2,01 m                                                         |
| Salto con pértiga (26.08) | Yarisley Silva Rodríguez · Cuba · 4,90                                                            | Fabiana Murer · Brasil · 4,85                                                               | Nikoleta Kyriakopulu · Grecia · 4,80                                                     |
| Salto de longitud (28.08) | Tianna Bartoletta Estados Unidos 7,14                                                             | Shara Proctor Reino Unido 7,07                                                              | Ivana Španović Serbia 7,01                                                               |
| Triple salto (24.08)      | Caterine Ibargüen · Colombia · 14,90                                                              | Hanna Kniazieva-Minenko Israel 14,78                                                        | Olga Rypakova · Kazajistán · 14,77                                                       |
| Peso (22.08)              | Christina Schwanitz · Alemania · 20,37                                                            | Gong Lijiao China 20,30                                                                     | Michelle Carter Estados Unidos 19,76                                                     |
| Disco (25.08)             | Denia Caballero Ponce · Cuba · 69,28                                                              | Sandra Perković · Croacia · 67,39                                                           | Nadine Müller · Alemania · 65,53                                                         |
| Martillo (27.08)          | Anita Włodarczyk · Polonia · 80,85 RC                                                             | Zhang Wenxiu China 76,33                                                                    | Alexandra Tavernier Francia 74,02                                                        |
| Jabalina (30.08)          | Katharina Molitor · Alemania · 67,69                                                              | Lyu Huihui China 66,13                                                                      | Sunette Viljoen Sudáfrica 65,79                                                          |
| 4 × 100 m (29.08)         | Jamaica Veronica Campbell-Brown Natasha Morrison Elaine Thompson Shelly-Ann Fraser-Pryce 41,07 RC | Estados Unidos English Gardner Allyson Felix Jenna Prandini Jasmine Todd 41,68              | Trinidad y Tobago Kelly-Ann Baptiste Michelle-Lee Ahye Reyare Thomas Semoy Hackett 42,03 |
| 4 × 400 m (30.08)         | Jamaica Christine Day Shericka Jackson Stephenie Ann McPherson Novlene Williams-Mills 3:19,13     | Estados Unidos Sanya Richards-Ross Natasha Hastings Allyson Felix Francena McCorory 3:19,44 | Reino Unido Christine Ohuruogu Anyika Onuora Eilidh Child Seren Bundy-Davies 3:23,62     |
| Heptatlón (23.08)         | Jessica Ennis-Hill Reino Unido 6669 pts.                                                          | Brianne Theisen-Eaton · Canadá · 6554 pts.                                                  | Laura Ikauniece-Admidiņa Letonia 6516 pts.                                               |

## Medallero
| Núm. | País                 | Oro | Plata | Bronce | Total |
| ---- | -------------------- | --- | ----- | ------ | ----- |
| 1    | Kenia                | 7   | 6     | 3      | 16    |
| 2    | Jamaica              | 7   | 2     | 3      | 12    |
| 3    | Estados Unidos       | 6   | 6     | 6      | 18    |
| 4    | Reino Unido          | 4   | 1     | 2      | 7     |
| 5    | Etiopía              | 3   | 3     | 2      | 8     |
| 6    | Polonia              | 3   | 1     | 4      | 8     |
| 7    | Alemania             | 2   | 3     | 3      | 8     |
| 7    | Canadá               | 2   | 3     | 3      | 8     |
| 9    | Rusia                | 2   | 1     | 1      | 4     |
| 10   | Cuba                 | 2   | 1     | 0      | 3     |
| 11   | China                | 1   | 7     | 1      | 9     |
| 12   | Países Bajos         | 1   | 1     | 1      | 3     |
| 13   | Sudáfrica            | 1   | 0     | 2      | 3     |
| 14   | Bielorrusia          | 1   | 0     | 1      | 2     |
| 15   | Colombia             | 1   | 0     | 0      | 1     |
| 15   | Eritrea              | 1   | 0     | 0      | 1     |
| 15   | Eslovaquia           | 1   | 0     | 0      | 1     |
| 15   | España               | 1   | 0     | 0      | 1     |
| 15   | República Checa      | 1   | 0     | 0      | 1     |
| 20   | Australia            | 0   | 2     | 0      | 2     |
| 20   | Croacia              | 0   | 2     | 0      | 2     |
| 22   | Bahamas              | 0   | 1     | 1      | 2     |
| 22   | Trinidad y Tobago    | 0   | 1     | 1      | 2     |
| 22   | Ucrania              | 0   | 1     | 1      | 2     |
| 25   | Bélgica              | 0   | 1     | 0      | 1     |
| 25   | Brasil               | 0   | 1     | 0      | 1     |
| 25   | Egipto               | 0   | 1     | 0      | 1     |
| 25   | Israel               | 0   | 1     | 0      | 1     |
| 25   | Tayikistán           | 0   | 1     | 0      | 1     |
| 25   | Túnez                | 0   | 1     | 0      | 1     |
| 31   | Francia              | 0   | 0     | 2      | 2     |
| 32   | Baréin               | 0   | 0     | 1      | 1     |
| 32   | Bosnia y Herzegovina | 0   | 0     | 1      | 1     |
| 32   | Finlandia            | 0   | 0     | 1      | 1     |
| 32   | Granada              | 0   | 0     | 1      | 1     |
| 32   | Grecia               | 0   | 0     | 1      | 1     |
| 32   | Japón                | 0   | 0     | 1      | 1     |
| 32   | Kazajistán           | 0   | 0     | 1      | 1     |
| 32   | Letonia              | 0   | 0     | 1      | 1     |
| 32   | Marruecos            | 0   | 0     | 1      | 1     |
| 32   | Portugal             | 0   | 0     | 1      | 1     |
| 32   | Serbia               | 0   | 0     | 1      | 1     |
| 32   | Uganda               | 0   | 0     | 1      | 1     |
|      | TOTAL                | 47  | 48    | 49     | 144   |

## Premios y reconocimientos
Premio al atleta con mejor desempeño en cada jornada
Por primera ocasión en la historia de esta competición, la IAAF junto a su patrocinador Adidas premiaron a los atletas con el mejor desempeño de cada jornada, así como un reconocimiento único para todo el campeonato, denominado como el Golden Shoe Award. Después de cada día de competición tres atletas fueron elegidos por un grupo de expertos, y posteriormente se llevó a cabo la elección por parte de los aficionados en el sitio oficial de la organización para definir al ganador. La elección de los deportistas se realizó sin considerar la obtención de una medalla.
| Atletas/Días | 22/8                                 | 23/8                       | 24/8                     | 25/8                          | 26/8                          | 27/8                           | 28/8                                | 29/8                   | 30/8                           |
| ------------ | ------------------------------------ | -------------------------- | ------------------------ | ----------------------------- | ----------------------------- | ------------------------------ | ----------------------------------- | ---------------------- | ------------------------------ |
| Ganadores    | Mo Farah                             | Usain Bolt                 | S. Fraser-Pryce          | Greg Rutherford               | Julius Yego                   | Usain Bolt                     | Dafne Schippers                     | Ashton Eaton           | Almaz Ayana                    |
| Nominados    | G. Ghebreslassie Christina Schwanitz | J. Ennis-Hill Paweł Fajdek | S. Barber Ezekiel Kemboi | Denia Caballero David Rudisha | W. van Niekerk Yarisley Silva | Christian Taylor A. Włodarczyk | Tianna Bartoletta Serguéi Shubenkov | Mo Farah Blanka Vlašić | Asbel Kiprop Katharina Molitor |

Premio al atleta con mejor desempeño en el campeonato
De los atletas ganadores de cada jornada se conformó otra lista para elegir al atleta con mejor desempeño en el campeonato. De igual forma se realizó una votación pública en el sitio oficial de la IAAF que tuvo lugar entre el 31 de agosto y el 4 de septiembre. El 7 de septiembre se anunció la ganadora que obtuvo el Golden Shoe Award.
| Atleta con mejor desempeño en Pekín 2015 Golden Shoe Award |
| ---------------------------------------------------------- |
| Almaz Ayana                                                |